# Onthophagus badeni
Onthophagus badeni là một loài bọ cánh cứng trong họ Bọ hung (Scarabaeidae).